# Chaparral (Novo México)
Chaparral é uma Região censo-designada localizada no estado norte-americano do Novo México, no Condado de Doña Ana.

## Demografia
Segundo o censo americano de 2010, a sua população era de 14631 habitantes.

## Geografia
De acordo com o United States Census Bureau tem uma área de
100,4 km², dos quais 100,4 km² cobertos por terra e 0,0 km² cobertos por água.

## Localidades na vizinhança
O diagrama seguinte representa as localidades num raio de 24 km ao redor de Chaparral.